# Song Si-woo
Đây là một tên người Triều Tiên, họ là Song.
Song Si-woo (sinh ngày 28 tháng 8 năm 1993) là một cầu thủ bóng đá Hàn Quốc thi đấu cho Incheon United.